# Craig Goldy
Craig Goldy (ur. 6 listopada 1961) – amerykański gitarzysta heavymetalowego zespołu Dio.
Przed Dio grał w takich grupach jak Rough Cutt i Giuffria. W Rough Cutt zastąpił Jake E. Lee nagrywając tam kilka dem. Ronnie James Dio był producentem Rough Cutt i współautorem dwóch pierwszych płyt zespołu, czyli zaraz po tym jak Craig Goldy opuścił grupę i zastąpił go Amir Derakh.
Krótko po opuszczeniu Rough Cutt, Goldy wstąpił do zespołu Giuffria założonego przez byłego klawiszowca Angel, Gregga Giuffrie. Grę Craiga Goldiego słyszać na wydanym w 1984 roku albumie „Giuffria”, na którym znalazł się największy przebój grupy, „Call to the Heart”.
U boku takich gwiazd jak Yngwie Malmsteen, Adrian Smith i Dave Murray z Iron Maiden, Brad Gillis, Eddie Ojeda, Mick Mars itd. wziął udział w akcji charytatywnej (zobacz: Hear ’n Aid) zorganizowanej przez Ronniego Jamesa Dio w 1985 roku.
Opuścił Dio w 2005 roku z powodu kontuzji ręki podczas trasy koncertowej w Rosji, w tym czasie zastąpił go Doug Aldrich, znany obecnie z zespołu Whitesnake, po zakończeniu trasy Goldy wrócił do zespołu. W 2008 roku wstąpił do Budgie, zastępując Simona Leesa. Używa gitar ESP.

## Dyskografia

### Z Rough Cutt
- Dema (wczesne lata 80.)

### Z Giuffria
- Giuffria (1984)

### Z Dio
- Utwór pt. "Time To Burn" z minialbumu Intermission (1986)
- Dream Evil (1987)
- Magica (2000)
- Master of the Moon (2004)

### Z Craig Goldy's Ritual
- Hidden In Plain Sight (1991)

### Solo
- Insufficient Therapy (1993)
- Better Late Than Never (1995)